# Leti (langue bantoïde)
Pour les articles homonymes, voir Leti.
Ne doit pas être confondu avec Leti (langue austronésienne).
Le leti (ou mengissa, tungidjo, tungijo) est une langue bantoïde méridionale parlée dans la Région du Centre au Cameroun, dans le département de la Lekié, dans l'arrondissement de Sa'a, particulièrement dans les villages de Nkol Ebassimbi et Nkolndzomo, également dans le département du Mbam-et-Inoubou, au nord de la Sanaga.
Cependant il n'y a plus vraiment de locuteurs, sauf à titre de seconde langue (statut 9). Ces personnes se considèrent généralement comme Manguissa, même si le manguissa, leur autre langue, est très différent du leti. 